# سیارک ۲۵۳۴۸
سیارک ۲۵۳۴۸ (به انگلیسی: 25348 Wisniowiecki، نامگذاری:1999RJ124) بیست و پنج هزار و سیصد و چهل و هشتمین سیارک کشف شده‌است که در ۹ سپتامبر ۱۹۹۹ کشف شد.
قدر مطلق سیارک برابر ۱۲.۳ است.